# Young Mrs. Winthrop
Young Mrs. Winthrop er en amerikansk stumfilm fra 1920 af Walter Edwards.

## Medvirkende
- Ethel Clayton som Constance Winthrop
- Harrison Ford som Douglas Winthrop
- Helen Dunbar som Mrs. Winthrop
- Joan Marsh som Rosie
- Winifred Greenwood som Mrs. Dick Chetwyn
- J. M. Dumont som Dick Rodney
- Charles Ogle som Buxton Scott
- Raymond Hatton som Nick Jones
- Mabel Van Buren som Mrs. Dunbar
- Viora Daniel som Janet
- Walter Hiers som Dick Chetwyn
- Rex Zane som Bob